# Robert Brahm
Robert Brahm, né le 25 août 1956 à Oberwesel (Rhénanie-Palatinat, Allemagne), est un prélat catholique allemand, évêque auxiliaire de Trèves depuis 2003.

## Biographie

### Prêtrise
Robert Brahm naît et grandit à Oberwesel. Après des études en théologie et en philosophie catholique et son ordination comme diacre, il est responsable des paroisses Saint-Blaise et Saint-Martin à Saarwellingen.
Le 14 juillet 1984, il est ordonné prêtre, à Trèves, par Mgr Hermann Josef Spital (de). Il devient alors chapelain à Bad Kreuznach et pasteur de la jeunesse de Neuwied.
En 1991, il est nommé président diocésain de la Kolpingjugend du diocèse de Trèves. Dans le même temps, il devient chancelier de la maison d'étude du séminaire Saint-Lambert de Lantershofen et curé à Karweiler.
Le 1er août 2000, il est nommé vicaire général de l'ordinariat de Trèves, où il travaille comme agent pour les diacres.

### Épiscopat
Le 9 décembre 2003, le pape Jean-Paul II le nomme évêque titulaire de Mimiana (de) et évêque auxiliaire de Trèves. Il reçoit sa consécration épiscopale le 8 février 2004, en la cathédrale de Trèves, des mains de Reinhard Marx, assisté de Leo Schwarz et Hermann Josef Spital (de).
Le 20 février suivant, il est nommé chanoine du chapitre de la cathédrale Saint-Pierre de Trèves et vicaire épiscopal pour le district de Sarrebruck dès le 17 décembre, par Reinhard Marx.